# Dodonaea subglandulifera
Dodonaea subglandulifera är en kinesträdsväxtart som beskrevs av J.G. West. Dodonaea subglandulifera ingår i släktet Dodonaea och familjen kinesträdsväxter. Inga underarter finns listade i Catalogue of Life.